# 권일용
권일용(權一容, 1966년 5월 3일 ~ ) 현재 동국대학교 경찰행정학과 겸임교수로 재직 중이며 대한민국 1호 프로파일러 출신이다. 동명의 에세이를 극화하여 국내 제작 드라마 중 유일무이하게 범죄자 프로파일링을 소재로 하는 논픽션 범죄 심리 수사극인 SBS 금토 드라마 '악의 마음을 읽는 자들(2022년 상반기 방영작)'의 자문 위원으로 참여한 바 있다.

## 학력
- 용문고등학교 졸업
- 서울사이버대학교 상담심리학 학사
- 연세대학교 행정대학원 행정학 석사
- 광운대학교 대학원 범죄학 박사

## 경력
- 서울지방경찰청 형사기동대 순경 공채
- 서울동부경찰서 산하 파출소 근무
- 서울동부경찰서 강력반 형사
- 서울동부경찰서 감식반 지문감식요원
- 서울지방경찰청 과학수사계 범죄행동분석팀 범죄행동분석관
- 경찰청 과학수사센터 범죄정보지원계 범죄행동분석팀장
- 경찰청 과학수사센터 범죄분석계장
- 경찰수사연수원 교수계 교수
- 경찰청 과학수사센터 범죄행동과학계장
- 경찰청 과학수사센터 범죄정보지원계장
- 동국대학교 경찰행정학과 겸임교수

## 관련 서적
- 권일용·고나무. 《악의 마음을 읽는 자들》. 알마. 2018년 9월 18일. ISBN 9791159922251

## 출연 작품

### 영화
- 《범죄도시4》 (2024년)[1] - 권일용 역 (서울서일경찰청장, 특별출연, 첫 천만영화)
- 《무도실무관》 (2024년)[2] (특별출연)

## 예능
- 《블랙: 악마를 보았다》 (2022년)
- 《알아두면 쓸데있는 범죄 잡학사전》 (2021년 ~ 2022년)
- 《히든아이》(2024년)